# Лиллестрём (футбольный клуб)
«Ли́ллестрём» (норв. Lillestrøm Sportsklubb) — норвежский футбольный клуб из города Лиллестрём. Основан в 1917 году в результате слияния двух местных футбольных клубов. Матчи проводит на стадионе «Оросен», вмещающем 12 250 зрителей. Средняя посещаемость игр клуба составляет 10000 человек. «Лиллестрём» рекордсмен Норвегии по числу сезонов без вылета в низший дивизион.
«Лиллестрём» был чемпионом Норвегии 5 раз — последнее чемпионство было в 1989 году, а также в 1986, 1977, 1976, и 1959. Клуб 6 раз выигрывал кубок Норвегии — в 2017,2007, 1985, 1981, 1978, и 1977.
14 сентября 1977 года «Лиллестрём» играл против «Аякса» в Кубке УЕФА и выиграл 2:0. За матчем наблюдали более 20 тысяч зрителей, что до сих пор является рекордом посещаемости для игр клуба. В ответном матче в Амстердаме «Лиллестрём» уступил со счётом 0:4. После этих матчей «Аякс» захотел приобрести Тома Лунда вместо Йоханна Кройфа, перешедшего в «Барселону». Но из преданности клубу игрок отказался и до конца карьеры не покинул «Лиллестрём». Ему установлен памятник возле стадиона «Оросен».

## Достижения
- Чемпионат Норвегии:
  - Победители (5): 1959, 1976, 1977, 1986, 1989
  - Серебро (8): 1959-60, 1978, 1983, 1985, 1988, 1994, 1996, 2001
  - Бронза (3): 1980, 1982, 1993

- Кубок Норвегии:
  - Победители (6): 1977, 1978, 1981, 1985, 2007, 2017
  - Финалист (8): 1953, 1955, 1958, 1980, 1986, 1992, 2005, 2022/23

- Королевская лига:
  - Финалист(1): 2005-06

- Кубок Интертото:
  - Финалист (1): 2006